# Arrone
Arrone település Olaszországban, Terni megyében. Lakosainak száma 2555 fő (2023. január 1.). Arrone Ferentillo, Labro, Montefranco, Morro Reatino, Polino és Terni községekkel határos.

## Népesség
A település népességének változása:
| Lakosok száma | 2747 | 2743 | 2555 |
|               | 2017 | 2018 | 2023 |